# Nanteuil-Auriac-de-Bourzac
Nanteuil-Auriac-de-Bourzac är en kommun i departementet Dordogne i regionen Nouvelle-Aquitaine i sydvästra Frankrike. Kommunen ligger i kantonen Verteillac som tillhör arrondissementet Périgueux. År 2022 hade Nanteuil-Auriac-de-Bourzac 233 invånare.

## Befolkningsutveckling
Antalet invånare i kommunen Nanteuil-Auriac-de-Bourzac
Referens:INSEE